# قرز
قرز (به ترکی آذربایجانی: Qrız) یک منطقه مسکونی در جمهوری آذربایجان است که در شهرستان قوبا واقع شده است. قرز ۳۶۸ نفر جمعیت دارد.